# Petrobras
Petrobras, afkorting van: Portugees: Petróleo Brasileiro, Braziliaanse Petroleum, is een Braziliaanse oliemaatschappij met hoofdzetel in Rio de Janeiro. De maatschappij heeft als voornaamste activiteiten het exploiteren, produceren (upstream) en raffineren (downstream) van aardolie. Daarnaast produceert de onderneming aardgas en ethanol. Het is het grootste bedrijf in Brazilië alsmede het grootste van Zuid-Amerika.

## Activiteiten
Petrobras is actief in de hele bedrijfsketen van de olie-industrie, van de olie- en gaswinning, naar raffinage en de uiteindelijke verkoop aan de klanten. In 2018 produceerde Petrobras gemiddeld 2,0 miljoen vaten olie per dag. Dit was gelijk aan 80% van de totale Braziliaanse olieproductie. In de periode 2014-2018 maakte olie 90% van de totale productie van Petrobras uit, waardoor een aandeel van 10% resteerde voor gas.
Ongeveer twee derde van de productie komt uit de velden van het Campos-bekken voor de kust van Rio de Janeiro, waar in 1974 het eerste olieveld werd ontdekt en in 1977 de eerste olie werd geproduceerd. De gasproductie in dat jaar was gemiddeld ongeveer 200.000 vaten olie-equivalent per dag. De velden in het Campos-bekken liggen deels in diep water. Petrobras heeft over de jaren zeer veel kennis opgebouwd om in diep water naar olie te boren.
Sinds 2007 zijn verder grote oliereserves aangetoond in pre-zoutlagen, reservoirs onder dikke zoutlagen. De seismiek was eerst onvoldoende om door de zoutlagen heen te kunnen kijken, maar na verbeteringen is dit alsnog mogelijk gebleken waarmee de reserves zijn aangetoond. Ten zuidwesten en grenzend aan het Campos-bekken ligt het Santos-bekken. Deze laatste is van recentere datum maar ook belangrijk voor Petrobras. De velden liggen zo’n 300 kilometer in zee en onderzeese pijpleidingen zijn kostbaar om aan te leggen en Petrobras maakt om die reden veel gebruik van FPSO’s. In 2022 was de productie uit het Santos-bekken 1,5 miljoen vaten per dag, voor het Campos-bekken lag dit op 0,5 miljoen vaten. De totale olieproductie kwam dat jaar uit op 2,6 miljoen vaten olie-equivalent per dag waarvan het aandeel aardgas een vijfde was.
Petrobras telt 11 raffinaderijen in Brazilië. De meeste hiervan staan in het dichtbevolkte en geïndustrialiseerde zuidoosten van het land en in Paulínia staat de grootste. Per dag kan het bedrijf 1,8 miljoen vaten verwerken tot olieproducten en grondstoffen voor petrochemische producten. Petrobras heeft 85% van alle raffinagecapaciteit in Brazilië in handen. De brandstoffen worden via eigen groothandels en benzinestations verkocht.
De eigen gasproductie is onvoldoende en Petrobras importeert aardgas vanuit Bolivia en koopt op de wereldmarkt in. Petrobras heeft belangen in elektriciteitscentrales die het gas als brandstof gebruiken en verwerkt het gas ook tot kunstmest.
Internationaal is Petrobras actief in 17 landen, waaronder diverse Zuid-Amerikaanse landen, de Verenigde Staten, Nigeria, Angola en Japan. Sedert 2008 is Petrobras in de haven van Rotterdam actief en op 1 februari 2010 opende de onderneming daar een kantoor. Daarnaast heeft het concern kantoren in onder meer de Verenigde Staten, Angola, Argentinië, Chili, Cuba, Japan, Mexico, Peru, Singapore en Turkije. De internationale activiteiten zijn zeer bescheiden in omvang.

### Resultaten
Hieronder een overzicht van belangrijke financiële en operationele gegevens van Petrobras sinds 2009. In 2014 werd een groot verlies geleden vooral door grote afschrijvingen op de activa in het downstreamsegment. In 2015 daalde de gemiddelde olieprijs met bijna 30% waardoor de omzet fors daalde en omvangrijke afschrijvingen op de upstreamactiviteiten volgden. De afzet van olie en olieproducten in Brazilië daalde met 9% door de economische achteruitgang. Het bedrijf had per ultimo 2023 in totaal voor ruim US$ 63 miljard aan schulden uitstaan (2020: US$ 75 miljard).
| Jaar | Omzet             | Nettowinst        | Investeringen     | Olie- en gas productie (in boe/dag) | Werknemers (per jaareinde) |
| Jaar | (× miljoenen US$) | (× miljoenen US$) | (× miljoenen US$) | Olie- en gas productie (in boe/dag) | Werknemers (per jaareinde) |
| ---- | ----------------- | ----------------- | ----------------- | ----------------------------------- | -------------------------- |
| 2009 | 91.146            | 15.308            |                   |                                     |                            |
| 2010 | 120.452           | 20.055            |                   |                                     |                            |
| 2011 | 145.915           | 20.121            | 43.164            | -                                   | 81.918                     |
| 2012 | 144.103           | 11.034            | 42.949            | 2.206.000                           | 85.065                     |
| 2013 | 141.462           | 11.094            | 48.097            | 2.166.000                           | 86.111                     |
| 2014 | 143.657           | −7.367            | 37.004            | 2.494.000                           | 80.908                     |
| 2015 | 97.314            | −8.450            | 23.058            | 2.575.000                           | 78.740                     |
| 2016 | 81.405            | −4.838            | 15.859            | 2.547.000                           | 68.829                     |
| 2017 | 88.827            | −91               | 15.084            | 2.520.000                           | 62.703                     |
| 2018 | 95.584            | 7173              | 13.439            | 2.630.000                           | 63.361                     |
| 2019 | 76.589            | 10.151            | 27.413            | 2.770.000                           | 57.983                     |
| 2020 | 53.683            | 948               | 8.056             | 2.840.000                           | 49.050                     |
| 2021 | 83.966            | 19.986            | 8.772             | 2.770.000                           | 45.532                     |
| 2022 | 124.474           | 36.755            | 9.848             | 2.680.000                           | 45.149                     |
| 2023 | 102.409           | 24.995            | 12.673            | 2.780.000                           | 46.730                     |

De gewone en preferente aandelen van het bedrijf staan genoteerd aan de Bovespa-aandelenbeurs te São Paulo. Op de New York Stock Exchange worden ARDs verhandeld. De gewone aandeelhouders hebben normaal stemrecht en de preferente aandeelhouders mogen alleen in speciale gevallen meestemmen. Tot 11 november 2019 had het bedrijf ook een beursnotering in Argentinië op de Bolsa de Comercio de Buenos Aires.

## Geschiedenis
Petrobras werd in 1953 opgericht op gezag van de toenmalige Braziliaanse president Getúlio Vargas en een jaar later was het actief. De onderneming heeft een notering aan de effectenbeurs van São Paulo en sinds augustus 2000 heeft het bedrijf tevens een notering aan de New Yorkse beurs. De Braziliaanse overheid is nog steeds een grootaandeelhouder. In de wet is vastgelegd dat de overheid altijd een meerderheid van het stemrecht in Petrobras moet hebben en per eind 2020 had het iets meer dan 50% van het stemrecht in handen. Er staan preferente en gewone aandelen uit, alleen de laatste hebben stemrecht.
Het bedrijf staat al enige jaren bloot aan een omvangrijk onderzoek naar de betaling van steekpenningen aan medewerkers van Petrobras van toeleveranciers die opdrachten van Petrobras wilden. In Brazilië kregen het conglomeraat Odebrecht en dochteronderneming Braskem een boete van 2,5 miljard dollar. In Nederland wordt het bedrijf SBM Offshore hierbij genoemd, naast vele andere. Deze praktijken vinden al jaren plaats, ook toen de Braziliaanse president Dilma Rousseff leidinggaf aan het bedrijf. In die tijd ging er 5 miljard dollar naar de partijkas van haar partij. Door de affaires verloor Petrobras miljarden dollars aan marktwaarde. Begin februari 2015 traden CEO Maria das Graças Foster en vijf andere topmanagers af vanwege betrokkenheid bij omkoopaffaires. De CEO stond sinds 2012 aan het hoofd van Petrobras en was een vriendin van Rousseff. Twee dagen later werd de topman van de Braziliaanse staatsbank Banco do Brasil, Aldemir Bendine, benoemd tot nieuwe CEO van Petrobras. Dit nieuws leidde diezelfde dag tot een koersval van 7% van het aandeel, omdat beleggers vinden dat hij te dicht bij de overheid staat om het olie- en gasconcern echt in goede banen te leiden. Banco do Brasil is een van de grootste kredietverstrekkers van Petrobras.
De overheid gebruikt Petrobras om de prijzen van brandstoffen, en daarmee de inflatie, laag te houden. De raffinaderijen produceren onvoldoende om aan de binnenlandse vraag te voldoen, waardoor het bedrijf olieproducten op de wereldmarkt moet inkopen. Het is gedwongen deze met verlies te verkopen aan binnenlandse klanten. Deze verplichting gaat ten koste van de winst van het bedrijf. Op 22 februari 2021 werd de CEO Roberto da Cunha Castello Branco vervangen door generaal Joaquim Silva e Luna. Dit na een conflict over de stijging van de dieselprijs waartegen vrachtwagenchauffeurs protesteerden. Deze verandering van bestuurder leidde tot een koersval van het aandeel met 20% omdat beleggers lagere resultaten verwachten. Hij werd opgevolgd door Adriano Pires en hij werd weer enige tijd later opgevolgd door José Mauro Coelho. Coelho zat slechts een paar maanden op deze positie en werd in augustus 2022 opgevolgd door Caio Paes de Andrade. Belangrijkste reden voor de ontslagen zijn de gestegen olieprijzen op de wereldmarkt. Petrobras wil de binnenlandse prijzen ook verhogen, maar dit botst met de wens van de Braziliaanse president Bolsonaro om de inflatie laag te houden. Dit laatst zou zijn herverkiezing veel moeilijker maken.